# Islas Vírgenes de los Estados Unidos en los Juegos Paralímpicos de Río de Janeiro 2016
Las Islas Vírgenes de los Estados Unidos estuvieron representadas en los Juegos Paralímpicos de Río de Janeiro 2016 por un deportista masculino. El equipo paralímpico no obtuvo ninguna medalla en estos Juegos.